# Tomaspis perezii
Tomaspis perezii är en insektsart som beskrevs av Berg 1879. Tomaspis perezii ingår i släktet Tomaspis och familjen spottstritar. Inga underarter finns listade i Catalogue of Life.